# Конов, Воллерт
Воллерт Конов (норв. Wollert Konow; 16 августа 1845, Берген, Хордаланд, Шведско-норвежская уния — 15 марта 1924, Берген, Хордаланд, Норвегия) — норвежский политический и государственный деятель, премьер-министр Норвегии (2 февраля 1910 — 20 февраля 1912). Президент стортинга (1888).

## Биография
Сын писателя Воллерта Конова. Внук Адама Готлоба Эленшлегера, датского прозаика, драматурга и поэта.
Учился в Соборной школе Бергена. С 1864 года изучал право в Королевском университете Фредерика в Христиании (ныне университет Осло), учёбу не закончил. В 1868 году открыл школу на западе Норвегиив Суннхордланде, где до 1872 года был руководителем и учителем. В 1873 году Конов управление мельницей в Стенде, приобретя соседние владения, расширил отцовское поместье.
Соучредитель и член Левой либеральной партии. Член центрального правления Левой либеральной партии с 1909 по 1912 год. В 1880—1901 годах был мэром городка Фан (ныне в составе Бергена). В 1877—1879 годах избирался депутатом парламента (стортинга). В 1884—1887 годах — президент нижней палаты парламента — Одельстинга, в 1888 году занимал пост президента стортинга (парламента).
Во главе коалиции Левой либеральной партии и Консервативной партии Норвегии участвовал в Парламентских выборах в Норвегии 1909 году и победил.
В 1910 году занимал пост министра сельского хозяйства Норвегии и министра аудита (1910—1912).
Занимал пост премьер-министра в течение двух лет (1910—1912). Запомнился тем, что в 1911 году ввёл систему страхования от несчастных случаев для моряков.

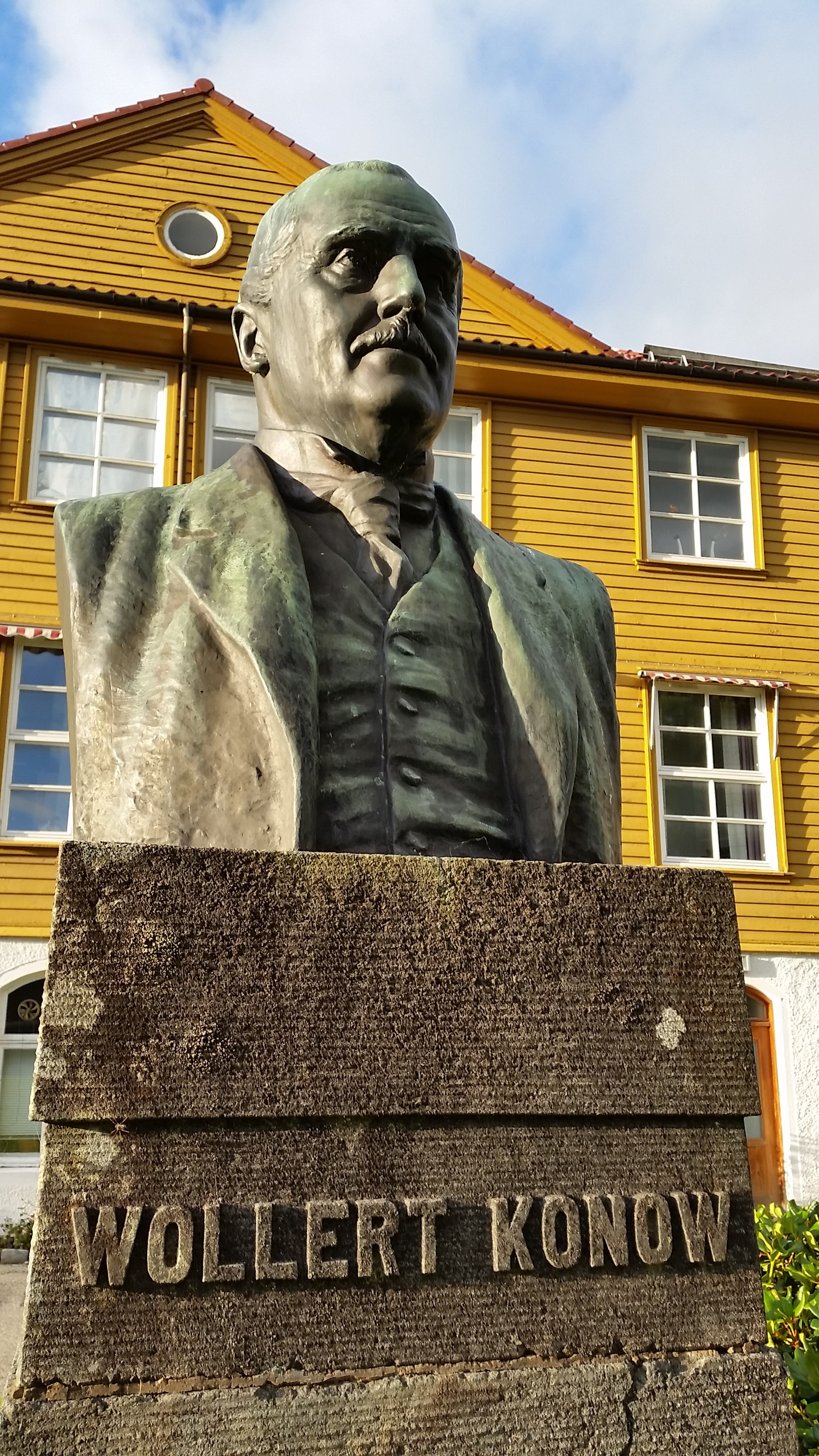
Бюст В. Конова в Бергене

Конов был членом Норвежского Нобелевского комитета с 1922 года до своей смерти.